# Sidogedungbatu
Sidogedungbatu is een bestuurslaag in het regentschap Gresik van de provincie Oost-Java, Indonesië. Sidogedungbatu telt 4199 inwoners (volkstelling 2010).